# قوانین خانه سایدر
قوانین خانه سایدر (انگلیسی: The Cider House Rules) رمانی از جان ایروینگ است. این رمان در سال ۱۹۸۵ در کشور ایالات متحده آمریکا چاپ و منتشر شد.